# Kaboom! (Atari 2600)
Kaboom! é um jogo eletrônico de ação idealizado por Larry Kaplan e desenvolvido pela Activision para Atari 2600 em 1981. Também foi lançado para Atari 5200 e Atari 8-bit. Este jogo foi bem recebido e bem sucedido comercialmente, vendendo mais de 1 milhão de cartuchos em 1983.
No jogo aparece o "Mad Bomber" (o bombardeiro louco), lançando na parte superior da tela bombas que devem ser interceptadas por umas das três bacias com água controladas pelo jogador. O nível de dificuldade vai aumentando de acordo com que se avança o jogo, fazendo com que as bombas sejam lançadas com maior rapidez e velocidade. Atualmente existe uma versão em Macromedia Flash disponível na Web, feita pela Groovz Productions em 2002.

## Jogabilidade
O jogo Kaboom! consiste no controle de três bacias de água (cuja jogabilidade se assemelha muito a pá do jogo Arkanoid) para tentar capturar as bombas lançadas pelo "Mad Bomber". Os pontos são marcados à cada bomba capturada. Bacias extras (o máximo são três no jogo) são atribuídas a cada 1.000 pontos e uma bacia é perdida toda vez que uma bomba não é capturada, consequentemente explodindo no chão. Conforme o jogo avança, o Mad Bomber percorre a parte superior da tela cada vez mais rápido, soltando bombas em velocidades cada vez maiores, dificultando cada vez mais o jogo.
Quando Kaboom! foi originalmente lançado, quem marcasse acima de 3.000 pontos poderia enviar à Activision uma foto da sua tela de televisão para receber adesão à Activision Bucket Brigade (Brigada da bacia da Activision).
Enquanto o Mad Bomber lança bombas, ele tem uma cara triste. Se o jogador perde a bomba, ele começa a sorrir. O manual do jogo menciona que algo "especial" acontece depois de serem alcançados os 10.000 pontos. Quando o jogador atinge esse limite de pontuação, o Mad Bomber dá um pulo [carece de fontes?], mesmo se o jogador deixar cair uma bomba no momento.
A maior pontuação possível é 999.999 pontos, que pode ser realizada em 2 horas e 46 minutos de jogo com perfeito desempenho. Quando esse "final" é atingido, o jogo encerra com as bombas congeladas no ar e os baldes desaparecem[carece de fontes?].

## Re-lançamentos
- Kaboom! foi disponibilizado pelo serviço Microsoft Game Room em junho de 2010, para o console Xbox 360 e também para computadores.
- Um remake de 16-bit para Super Nintendo foi desenvolvido até certo ponto, mas nunca chegou a ser lançado[1][2].
- Na década de 90, uma versão do jogo foi criada pela Tiger Electronics para portáteis[3].